# Готье, Атеба
Атеба Абега Готье (фр. Ateba Abega Gautier; род. 10 апреля, 2002 год, Дуала, Камерун) — камерунский боец смешанных боевых искусств, представитель средней весовой категории. Выступает на профессиональном уровне с 2021 года. В данный момент выступает в Ultimate Fighting Championship (UFC).

## Статистика в профессиональном ММА
| Боёв 9   | Побед 8 | Поражений 1 |
| -------- | ------- | ----------- |
| Нокаутом | 7       | 0           |
| Решением | 1       | 1           |

| Результат | Рекорд | Соперник        | Способ               | Турнир                                         | Дата             | Раунд | Время | Место                       | Примечание                            |
| --------- | ------ | --------------- | -------------------- | ---------------------------------------------- | ---------------- | ----- | ----- | --------------------------- | ------------------------------------- |
| Победа    | 8-1    | Роберт Валентин | TKO (удары)          | UFC 318                                        | 19 июля 2025     | 1     | 1:10  | Новый Орлеан, Луизиана, США | «Выступление вечера» (2)              |
| Победа    | 7-1    | Хосе Медина     | KO (колено в прыжке) | UFC on ESPN: Морено vs. Эрцег                  | 29 марта 2025    | 1     | 3:32  | Мехико, Мексика             | Дебют в UFC; «Выступление вечера» (1) |
| Победа    | 6-1    | Юра Наито       | TKO (удары)          | Претендентская серия Дэйны Уайта 2024 неделя 6 | 17 сентября 2024 | 2     | 4:00  | Лас-Вегас, Невада, США      | Бой за контракт с UFC                 |
| Победа    | 5-1    | Карлос де Соуза | TKO (удары)          | FightKLB - Series 1                            | 2 декабря 2023   | 1     | N/A   | Манчестер, Англия           |                                       |
| Победа    | 4-1    | Вук Лекич       | KO (хэд-кик)         | Titan FC 82                                    | 2 июня 2023      | 1     | 1:58  | Нови-Сад, Сербия            |                                       |
| Победа    | 3-1    | Ю-Джо Льюис Лай | TKO (удары)          | Full Contact Contender 33                      | 22 апреля 2023   | 1     | N/A   | Манчестер, Англия           | Вернулся в средний вес                |
| Победа    | 2-1    | Ян Лысак        | TKO (удары)          | Total Fighting Alliance 12                     | 30 июля 2022     | 1     | 4:38  | Манчестер, Англия           | Вернулся в полутяжёлый вес            |
| Поражение | 1-1    | Гленн Уильямс   | Раздельное решение   | Budo Fighting Championship 50                  | 23 июля 2022     | 3     | 5:00  | Суонси, Уэльс               | Дебют в среднем весе                  |
| Победа    | 1-0    | Израиль Мано    | Единогласное решение | Africa MMA Open Championships                  | 15 мая 2021      | 3     | 5:00  | Яунде,Камерун               | Дебют в полутяжёлом весе              |